# Azat-le-Ris
Azat-le-Ris is een gemeente in het Franse departement Haute-Vienne (regio Nouvelle-Aquitaine) en telt 271 inwoners (2005). De plaats maakt deel uit van het arrondissement Bellac.

## Geografie
De oppervlakte van Azat-le-Ris bedraagt 51,7 km², de bevolkingsdichtheid is 5,2 inwoners per km².

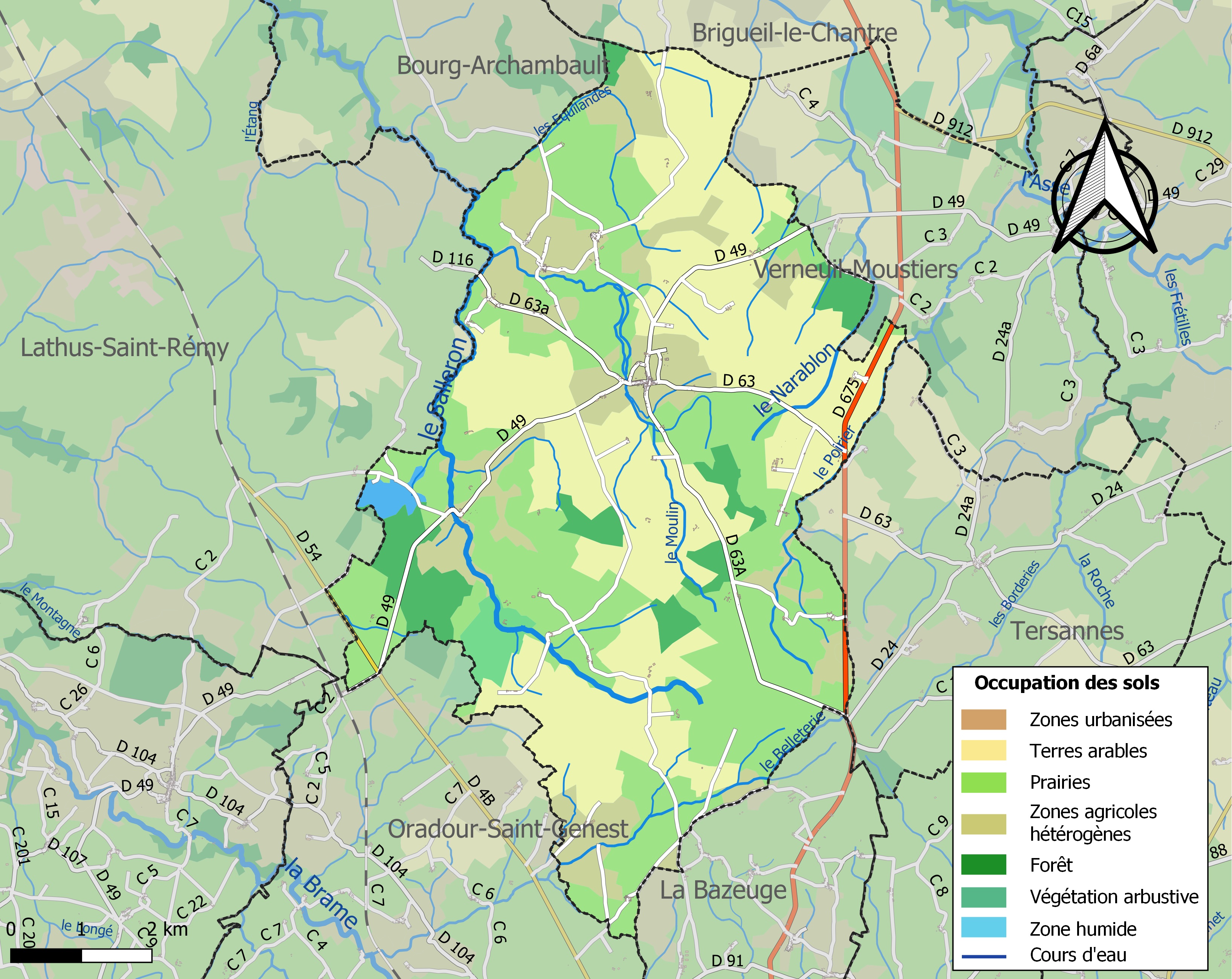
Kaart van de gemeente met de belangrijkste infrastructuur, bodemgebruik en omliggende gemeenten

## Demografie
Onderstaande figuur toont het verloop van het inwonertal (bron: INSEE-tellingen).

1. ↑  Populations de référence 2022.